# Lucius Fairchild

Lucius Fairchild

Lucius Fairchild (* 27. Dezember 1831 in Kent, Ohio; † 23. Mai 1896 in Madison, Wisconsin) war ein US-amerikanischer Politiker und von 1866 bis 1872 der zehnte Gouverneur des Bundesstaates Wisconsin.

## Frühe Jahre

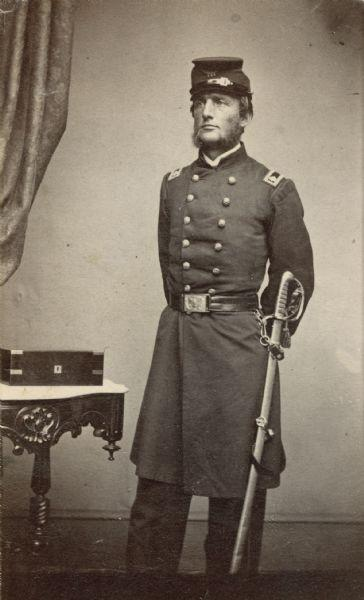
Lucius Fairchild, als Oberstleutnant der 2nd Wisconsin Infantry, vor seiner Beförderung zum Oberst am 17. November 1862.

Als Kind zog Fairchild mit seinen Eltern nach Cleveland. Im Jahr 1846 ließ die Familie dann in  Madison im Wisconsin-Territorium nieder. Als bald darauf in Kalifornien Gold entdeckt wurde, beteiligte sich auch Fairchild an der Suche nach Gold. Erst im Jahr 1855 kehrte er nach Madison zurück. Zwischen 1859 und 1860 war er Gerichtsdiener am Bezirksgericht. Zu dieser Zeit studierte er auch Jura und im Jahr 1861 wurde er als Rechtsanwalt zugelassen. Bei Ausbruch des Bürgerkrieges trat Fairchild einem Infanterieregiment aus Wisconsin bei. Dort stieg er im Lauf des Krieges bis zum Brigadegeneral auf. Fairchild nahm an vielen Schlachten teil. In der Schlacht von Gettysburg verlor er seinen linken Arm. Daraufhin schied er aus der Armee aus. Bei seiner Heimkehr nach Wisconsin galt er als Kriegsheld.

## Politische Laufbahn
Zwischen 1864 und 1866 war Fairchild Secretary of State von Wisconsin. Dann wurde er als Kandidat der Republikanischen Partei zum Gouverneur des Staates gewählt. Fairchild trat sein neues Amt am 1. Januar 1866 an. Nachdem er zweimal bestätigt wurde, konnte er bis zum 1. Januar 1872 amtieren. In seiner Regierungszeit wurde das Wohlfahrtsprogramm des Landes neu organisiert, indem sechs verschiedene Abteilungen zusammengelegt wurden. Die neu entstandene Organisation erhielt den Namen „State Board of Charities and Reform“. Nach dem Ende seiner Gouverneurszeit bekam Fairchild verschiedene diplomatische Aufträge. So war er amerikanischer Konsul in Liverpool und in Paris. Außerdem war er zwischen 1880 und 1881 Botschafter der Vereinigten Staaten in Spanien. Im Jahr 1885 bewarb er sich erfolglos um einen Sitz im US-Senat. Fairchild war auch Mitglied und zeitweise Kommandeur der Veteranenvereinigung Grand Army of the Republic. Später war er Mitglied einer Kommission, die mit den Cherokee-Indianern über Landabtretungen in Oklahoma verhandelte.
Lucius Fairchild starb am 23. Mai 1896. Er war mit Frances Bull verheiratet, mit der er drei Kinder hatte.